# Los Fabulosos Cadillacs

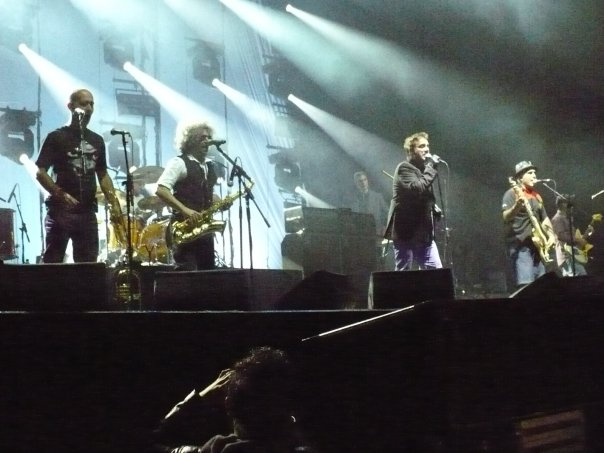
2009年乐队演奏现场

Los Fabulosos Cadillacs（西班牙語發音：[los faβuˈlosos ˈkaðilaks]，意为“绝妙的凯迪拉克车”）是阿根廷的流行摇滚乐队，于1984年成立于布宜诺斯艾利斯。乐队的音乐多为结合了斯卡与摇滚等多种风格。
Los Fabulosos Cadillacs乐队曾于2016年获得过拉丁格莱美奖。

## 乐队成员
- Vicentico - 主唱（1985 - 至今）

- Flavio Cianciarulo - 贝斯、和声（1985 - 至今），节奏吉他（2015 - 至今）

- Fernando Ricciardi - 鼓（1985 - 至今）、打击乐（1989 - 1991）

- Mario Siperman - 键盘（1985 - 至今）

- Daniel Lozano - 小号（1987 - 至今）

- Sergio Rotman - 萨克斯风（1985 - 1997；2008 - 至今）

- Astor Cianciarulo - 鼓、贝斯（2015 - 至今）

- Florián Fernández Capello - 主音吉他（2015 - 至今）[6]

## 代表作品
《El León》（1992年）
《Vasos Vacíos》（1993年）
《Fabulosos Cadillacs》（1995年）
《La Marcha del Golazo Solitario》（1999年）
《El León de la Hielera》（2016年）